# Anacreon van de Monte Calvo
De Anacreon van de Monte Calvo is een Romeins marmeren beeld uit de tweede eeuw na Christus. Het gaat waarschijnlijk terug op een oud-Grieks voorbeeld uit circa 440 voor Christus. Het werk maakt sinds 1881 onderdeel uit van de collectie van de Ny Carlsberg Glyptotek in Kopenhagen.

## Herkomst
Francesco Capranesi vond het beeld in 1830 tijdens de opgraving van een Romeinse villa bij de Monte Calvo in de Sabijnse heuvels in de buurt van Rome. Door tussenkomst van Wolfgang Helbig kon het in 1881 verworven worden voor de Ny Carlsberg Glyptotek.

## Voorstelling
Het bijna compleet bewaard gebleven beeld stelt een staande banketzanger voor met een korte mantel die de rug en beide schouders bedekt. De lier die hij ooit bespeelde is verloren gegaan. De weergave van het lichaam is geïdealiseerd. Allen het bebaarde gezicht verraadt de leeftijd van de man. Hij staat op zijn linkerbeen, geleund tegen een houten stomp, met het rechterbeen iets gestrekt. Een opvallend detail is de ring (fibula) door de voorhuid van de man.
Toen het beeld gevonden werd, was niet bekend welke persoon het voorstelde. In 1884 werd bij de Porta Portese in Trastevere een buste ontdekt die sterk overeenkwam met het beeld. Op deze buste was een inscriptie aangebracht: "ANAKREON LYRICOS". Sindsdien wordt het beeld gezien als een weergave van de dichter Anacreon.
Het beeld in Kopenhagen stamt uit het einde van de regeerperiode van Hadrianus, wat vooral afgeleid kan worden uit de vorm van de steun tegen het been. Waarschijnlijk is het beeld een kopie van een bronzen beeld van Phidias dat rond 440 voor Christus op de Akropolis geplaatst werd. Er zijn nog zeven andere exemplaren van het hoofd bewaard gebleven die zich in verschillende musea bevinden.

## Afbeeldingen

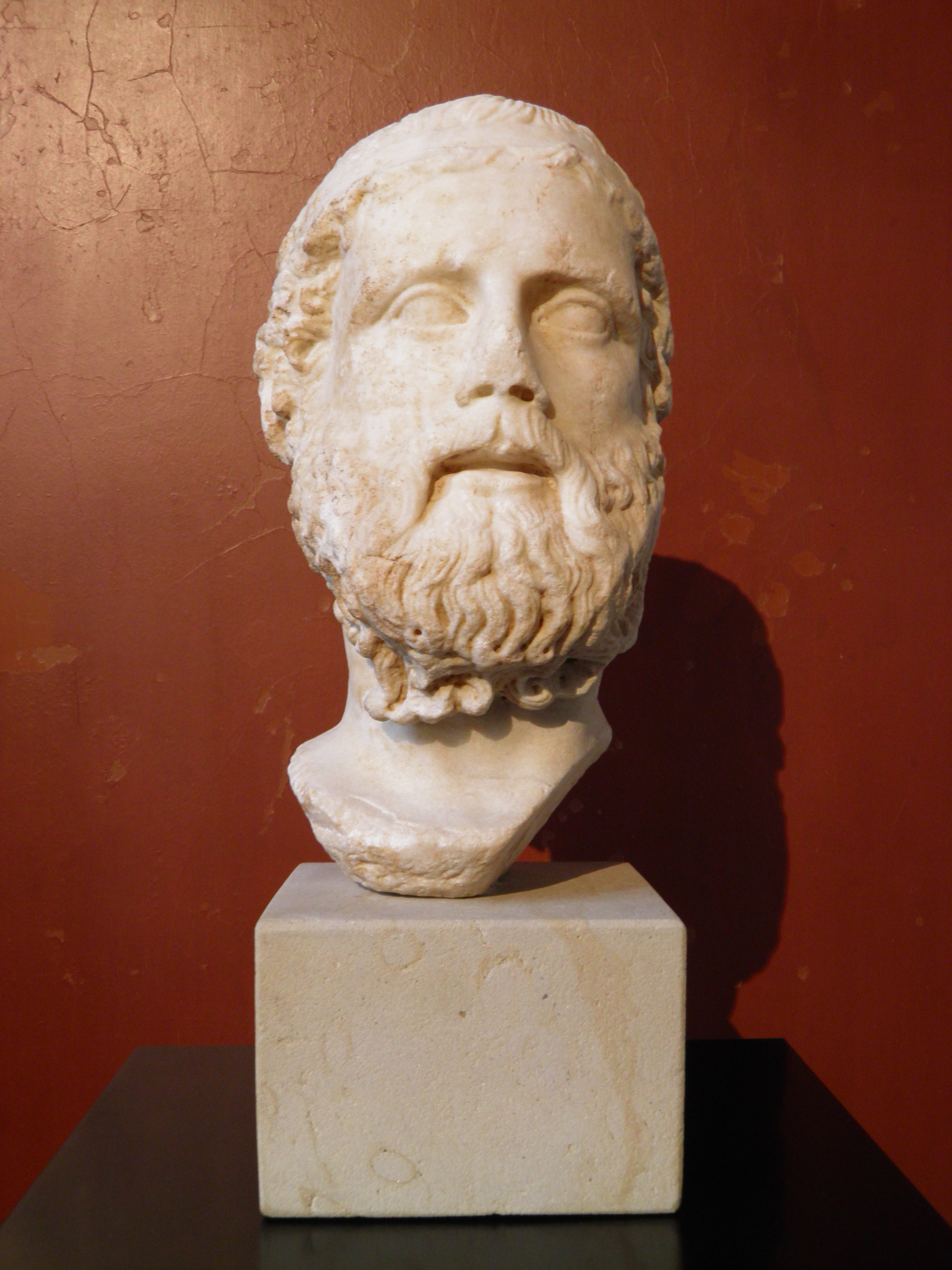
Versie in het Neues Museum, Berlijn
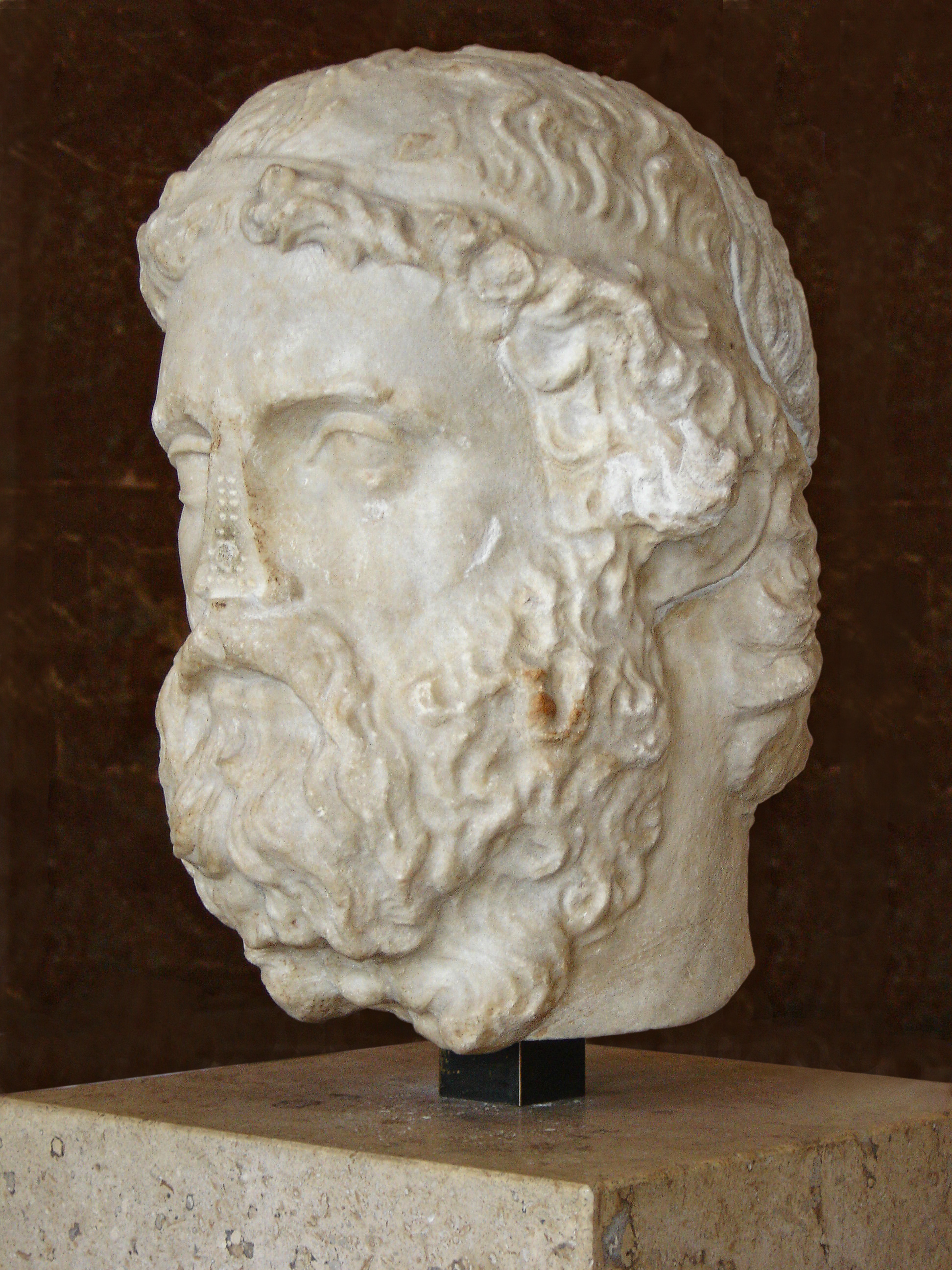
Versie in het Louvre, Parijs
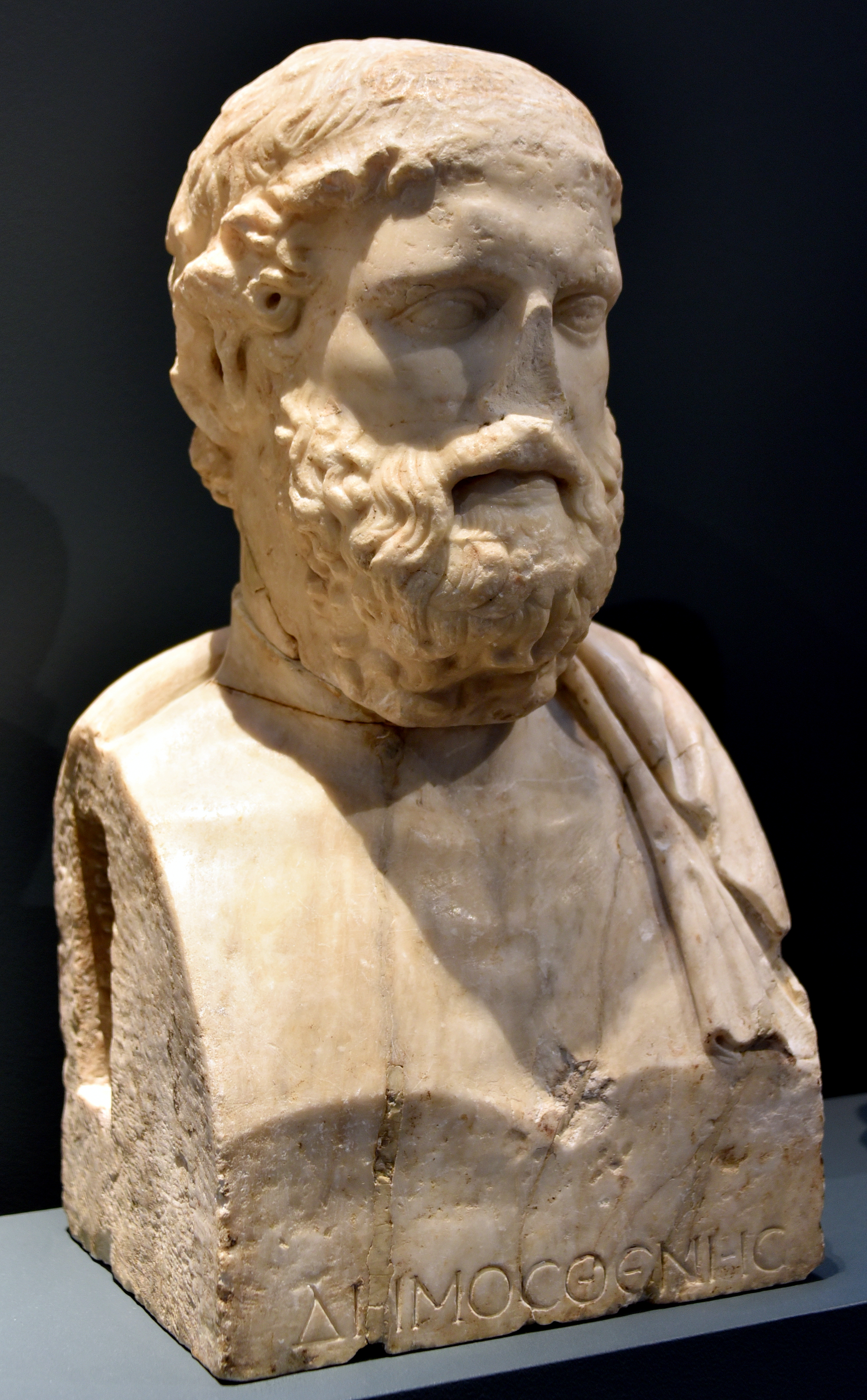
Versie in het Nationalmuseum, Stockholm